# تابع (ما بعد الاستعمارية)

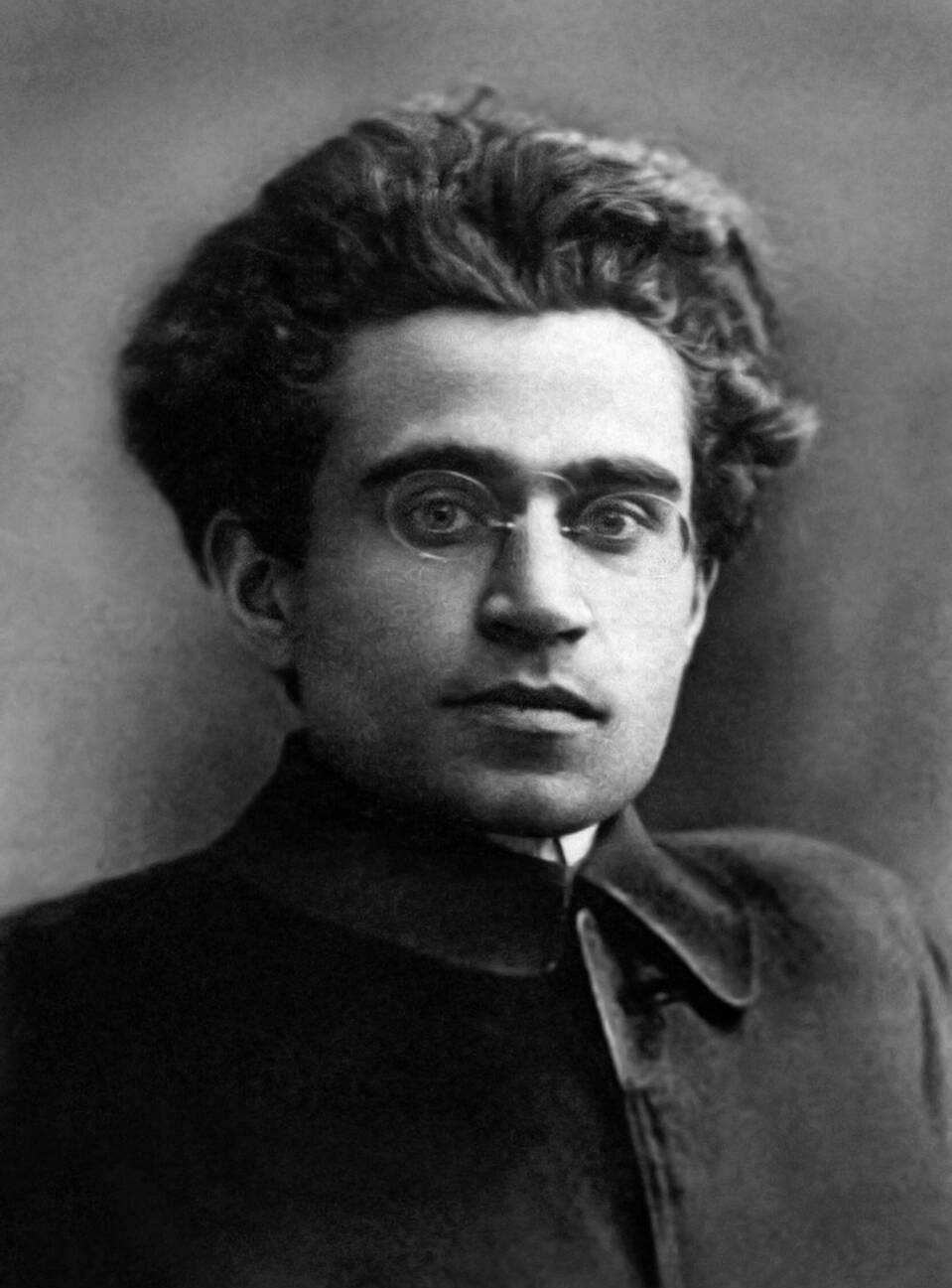

يُطلق مصطلح التابع في دراسات ما بعد الاستعمارية وفي النظرية النقدية، على السكان المستعمَرين الذين هم خارج التسلسل الهرمي لسلطة المستعمرة وأراضي الإمبراطورية الحضرية، اجتماعيًا وسياسيًا وجغرافيًا. صاغ أنطونيو غرامشي المصطلح الثانوي خلال وصفه للهيمنة الثقافية على أنها تاريخ شعبي، لتحديد الفئات الاجتماعية المستبعدة والمُزاحة من المؤسسات الاجتماعية-الاقتصادية في المجتمع، لرفض أصواتها السياسية.
دخل مصطلح التابع ودراسات التابع في مفردات ما بعد الاستعمار من خلال أعمال مؤرخي مجموعة دراسات التابع، الذين استكشفوا الدور السياسي الفاعل للرجال والنساء الذين يشكلون عموم السكان، بدلاً من إعادة استكشاف الأدوار السياسية الفاعلة للنخب الاجتماعية والاقتصادية في تاريخ الهند.
تقدم نظرية ماركس في التاريخ، كطريقة للتحليل والتحقيق في الدور السياسي للسكان التابعين، التاريخ الاستعماري من منظور البروليتاريا، أن يُحدَّد «من» و«ما» الطبقة الاجتماعية، من خلال العلاقات الاقتصادية بين الطبقات الاجتماعية للمجتمع. يشير مصطلح «التابع» منذ سبعينيات القرن العشرين، إلى الشعوب المُستعمَرة في شبه القارة الهندية، كما يخبر التاريخ الإمبراطوري من منظور الشعوب المستعمَرة، وليس من منظور المستعمِرين من أوروبا الغربية، وطُبق بحلول الثمانينات من القرن الماضي، منهج «دراسات التابع» للبحث التاريخي، على التأريخ في آسيا الجنوبية.
نشأ مفهوم التابع كطريقة للخطاب الفكري بوصفه وسيلة أوروبية المنحى في البحث التاريخي لدراسة الشعوب غير الغربية (في إفريقيا وآسيا والشرق الأوسط)، وعلاقتهم بأوروبا الغربية كمركز لتاريخ العالم، وبالتالي أصبحت دراسات التابع نموذجا للبحث التاريخي لتجربة التابع في ما بعد الاستعمار، في شبه القارة الهندية.

## دلالتها
يصف مصطلح التابع في نظرية ما بعد الاستعمار، الطبقات الاجتماعية الدنيا والفئات الاجتماعية الأخرى التي أُزيحت إلى هوامش المجتمع. يكون التابع في مستعمرة إمبراطورية، رجلًا أو امرأة دون وكالة بشرية، كما هو محدد في وضعه الاجتماعي. ومع ذلك، حذرت الباحثة النسوية غاياتري شاكرافورتي سبيفاكل من خطر التطبيق الفضفاض لمصطلح التابع، لأن هذه الكلمة:
التابع ليس فقط كلمة محترمة للـ«للمظلوم»، للآخر، لشخصٍ لم يحصل على قطعة من الفطيرة… في مصطلحات ما بعد الاستعمارية، كان يعد كل من هو مقيد أو لا يملك  إمكانية الوصول إلى الثقافة الاستعمارية بتابعٍ - متسع من الفارق. الآن، من سيقول أن هذا فقط المظلوم؟ الطبقة العاملة مظلومة. وهي ليست بتابع...

يريد العديد من الأشخاص ادعاء «حالة» التبعية. هم الأقل اهتمامًا والأكثر خطرًا. أعني أنه مجرد تعرضهم لتمييز ضد الأقليات في الحرم الجامعي، لا يحيجهم ذلك لكلمة «التابع»… عليهم أن يروا ما هي آليات التمييز. فهم ضمن نقاش تسلطي، يريدون قطعة من الفطيرة وغير مسموحٍ بهذا، إذًا اجعلهم يتحدثون باستخدام النقاش التسلطي. فلا يجب تسمية أنفسهم بالتابع.
كان أنطونيو غرامشي (1891-1937) أول من استخدم المفهوم المدني لمصطلح التابع، في النظرية الماركسية. قال سبيفك في مناقشات حول معنى مصطلح التابع في عمل غرامشي، أنه استخدم الكلمة كمرادف للبروليتاريا (كلمة رمزية لخداع رقابة السجن للسماح لمخطوطاته بالخروج من السجن)، ولكن تشير الأدلة المعاصرة إلى أن المصطلح كان مفهومًا جديدًا في نظرية غرامشي السياسية. أكد الناقد في مرحلة ما بعد الاستعمار هومي ك. بابا على أهمية علاقات القوى الاجتماعية في تعريف الفئات الاجتماعية التابعة، بأنها الأقليات العرقية المضطَّهدة، التي كان وجودها الاجتماعي أمرًا حاسمًا في التعريف الذاتي لمجموعة الأغلبية، وعلى هذا النحو، كانت الفئات الاجتماعية التابعة، على الرغم من ذلك، في وضع يمكّنها من تقويض سلطة الفئات الاجتماعية التي تمتلك القوة المهيمنة.
استخدم الخبير الاجتماعي بوافنتورا دو سوسا سانتوس في كتاب نحو مفهوم عام قانوني جديد (2002) مصطلح الكوسموبولتي التابع لوصف الممارسة العدائية التسلطية للنضال الاجتماعي ضد النيوليبرالية والعولمة. واستخدم دو سوسا سانتوس مصطلح الكوسموبولتي التابع  بشكل متبادل مع مصطلح الشرعية الكوسموبولتية لوصف إطار المعايير المختلفة بقصد تحقيق مساواة الاختلافات، حيث عرّف مصطلح التابع الشعوب المظلومة على هوامش المجتمع، والذين يناضلون ضد هيمنة العولمة الاقتصادية. تحدد الظروف والوقت والمكان من هو وسط الشعوب المهمشة بتابع: في الهند، تعد النساء، والمنبوذون، والريفيون، والكادحون المهاجرون جزءًا من الطبقة الاجتماعية التابعة.

## النظرية
تدرس نظرية ما بعد الاستعمار القوة والهيمنة المستمرة للطرق الغربية في البحث الفكري، وأساليب توليد المعرفة. يتناول إدوارد سعيد، من الناحية النظرية، في كتاب الاستشراق (1978)، المواطن التابع المضطَّهد، لشرح كيف أنتج المنظور الأوروبي المنحى للاستشراق، الأسس والمبررات الإيديولوجية للهيمنة الاستعمارية على الآخر. اختلق الأوروبيون مناطق جغرافية وهمية للشرق، وصور محددة مسبقا للشعوب الهمجية والأماكن الغريبة ما وراء أفق العالم الغربي، قبل استكشافاتهم الحقيقية في الشرق. عزز المسافرون الذين عادوا من آسيا إلى أوروبا مع تقارير عن وحوش وأراض وحشية، أساطير الاستشراق، التي استندت إلى الفرق المفاهيمي والغرابة المتعلقان بالمشرق، وكُرّست هذه الخطابات الثقافية عن الشرق من خلال وسائل الاتصال الجماهيرية في ذلك الوقت، وخلقت علاقة «نحن وهم» اجتماعية ثنائية، التي عرّف بها الأوروبيون أنفسهم، من خلال تحديد الاختلافات بين الشرق والغرب. أساءت علاقة نحن وهم الاجتماعية الثنائية كأساس للاستعمار تمثيل الشرق باعتبارها أرضًا متخلفة وغير عقلانية، وبحاجة إلى الرسالة الحضارية الأوروبية، لمساعدتهم على أن يصبحوا عصريين، بالمفهوم الغربي، وبالتالي يستبعد خطاب الاستشراق الأوروبي أصوات المواطنين التابعين، الشرقيين أنفسهم.
قال المنظّر الثقافي ستيوارت هال أن قوة الخطاب الثقافي خلقت وعززت الهيمنة الغربية على العالم غير الغربي، وأن الخطابات الأوروبية التي تصف الاختلافات بين الغرب والشرق، طبقت الفئات الثقافية الأوروبية واللغات والأفكار، لتمثيل الآخر غير الأوروبي. أصبحت المعرفة التي تنتجها مثل هذه الخطابات تطبيقًا عمليًا اجتماعيًا، وأصبحت فيما بعد حقيقة واقعة، وحافظت أوروبا على الهيمنة الغربية على الآخر غير الأوروبي، من خلال إنتاج خطاب الاختلاف، مستخدمة علاقة اجتماعية ثنائية خلقت وأسست مواطن تابع يُدرك من خلال استبعاد الآخر من إنتاج الخطاب، بين الشرق والغرب.

## صوت التابع
طورت جوان شارب في كتاب جغرافيا ما بعد الاستعمار (2008)، منطق سبيفك، بأن المفكرين الغربيين أُزيحوا إلى هامش الخطاب الفكري للأشكال غير الغربية من «المعرفة» عن طريق إعادة الصياغة، وبالتالي التقليل فكريا من أشكال اكتساب المعرفة هذه، كالأسطورة والفولكلور.
قال المؤرخ فرناندو كورونيل أن هدفه كباحث يجب أن يكون «الاستماع إلى موضوعات التابع، وتفسير ما أسمعه، وإشراكهم والتفاعل مع أصواتهم. لا يمكننا اعتلاء مكان الهيمنة على الصوت، وإخضاع كلماته للمعاني التي نرغب في أن نعزوها إليه، وهذا ببساطة شكل آخر من أشكال التمييز. إن القدرة على سرد قصة شخص ما هي مهمة ثقيلة، ويجب أن نكون حذرين ونعي التعقيدات التي تنطوي عليها.»

## خطاب التنمية
يركز خطاب التنمية السائد، الذي يعتمد على المعرفة بالاستعمار والاستشراق، على نظرية التحديث، حيث ينبغي أن يتبع تحديث بلد متخلف الطريق إلى التحديث الذي سلكته (وأسسته) الدول المتقدمة في الغرب. يتسم التحديث بالتجارة الحرة، والأسواق المفتوحة، والأنظمة الاقتصادية الرأسمالية، وأنظمة الحكم الديمقراطية، باعتبارها الوسيلة التي يجب على الدولة من خلالها تحديث بلدها، لتكون في طريقها لتصبح دولة متقدمة على النمط الغربي. ولذلك يركز خطاب التنمية السائد على تطبيق السياسات الاجتماعية والسياسية والاقتصادية والثقافية العالمية، التي من شأنها أن تؤسس قوميا لمثل هذا التحديث.
في  كتاب بناء جغرافية متطورة، تقدم فيكتوريا لوسن نقدًا لنقاش التطور السائد باعتباره مجرد تسلية عن التابع، والذي يُنفذ من خلال وسائل كون التابع غير مهتم به من قبل المستويات الاجتماعية الأخرى، مثل الموقع والمجتمع: عدم مراعاة الاختلافات المحلية، والطبقة الاجتماعية، والمجموعة العرقية، والطبقة الجندرية والجنسانية بين الشعوب والدول في طور التحديث، واستمرار المعالجة الجماعية الثقافية للتابع  بصفته خاضعًا للتطور، ومرؤوسًا يجهل ما يجب القيام به وكيف يفعله، من خلال استبعاد أصوات الشعوب الخاضعة عن تشكيل السياسة والممارسة المستخدمة للتأثير على التحديث.